# Cantua quercifolia
Cantua quercifolia är en blågullsväxtart som beskrevs av Antoine Laurent de Jussieu. Cantua quercifolia ingår i släktet Cantua och familjen blågullsväxter. Inga underarter finns listade i Catalogue of Life.

## Bildgalleri

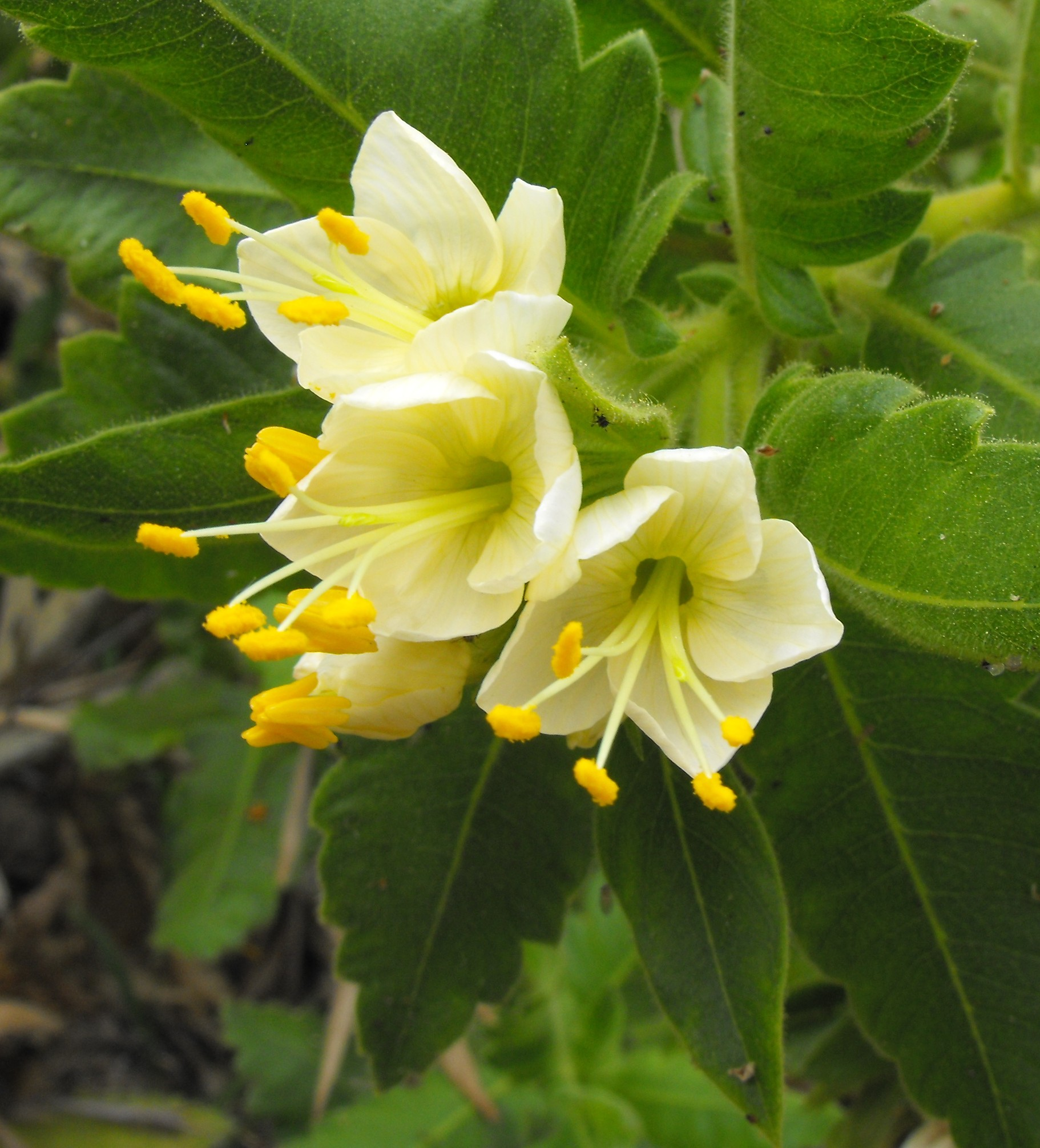